# Lemurak karłowaty
Lemurak karłowaty (Allocebus trichotis) – gatunek ssaka naczelnego z rodziny lemurkowatych (Cheirogaleidae).

## Zasięg występowania
Gatunek słabo poznany. Do 1989 roku znany tylko z pięciu okazów muzealnych pochodzących z obydwu brzegów rzeki Mananara w północno-wschodnim i środkowo-wschodnim Madagaskarze, dlatego uważany był za gatunek rzadki i zagrożony wyginięciem.

## Taksonomia
Gatunek po raz pierwszy zgodnie z zasadami nazewnictwa binominalnego opisał w 1875 roku niemiecko-brytyjski zoolog Albert Günther, nadając mu nazwę Chirogaleus trichotis. Miejsce typowe to region pomiędzy Tamatave a Morondava na Madagaskarze. Holotyp to dorosły samiec (sygnatura BMNH =1875.1.29.2) ze zbiorów Muzeum Historii Naturalnej w Londynie; okaz zebrany przez Alfreda Crossleya. Jedyny przedstawiciel rodzaju lemurak (Allocebus), który zdefiniowało w 1967 roku małżeństwo francuskich prymatologów: Jean-Jacques Petter i Arlette Petter-Rousseaux.
Autorzy Illustrated Checklist of the Mammals of the World uznają ten takson za gatunek monotypowy.

### Etymologia
- Allocebus: gr. αλλος allos „inny”[8]; κηβος kēbos „długoogoniasta małpa”[9].
- trichotis: gr. θριξ thrix, τριχος trikhos „włosy”[10]; -ωτις ōtis „-uchy”, od ους ous, ωτος ōtos „ucho”[11].

## Morfologia
Długość ciała (bez ogona) 13–16 cm, długość ogona 14–20 cm; masa ciała 79 g. 

## Ekologia
Lemurak karłowaty prowadzi nocny tryb życia. Był obserwowany w parach, z potomstwem i pojedynczo. Biologia i ekologia gatunku nie zostały poznane.

## Status i zagrożenia
W Czerwonej księdze gatunków zagrożonych IUCN został zaliczony do kategorii EN. W kolejnych latach stwierdzono jego występowanie w kilku parkach narodowych i rezerwatach we wschodnim Madagaskarze, co oznacza, że zasięg jego występowania jest znacznie szerszy niż początkowo uważano.